# Josip Freudenreich
Josip Freudenreich, född 6 oktober 1827 i Nova Gradiška, död 27 april 1881 i Zagreb, var en kroatisk skådespelare och lustspelsförfattare.
Freudenreich skrev dramer i folklig stil som lämnar rätt värdefulla bidrag till kroaternas sociala historia i mitten av 1800-talet. Mest populärt blev hans folkskådespel Graničari (Gränsboarna, 1856), som skildrar det dåtida livet i den forna Militärgränsen.